# Nata

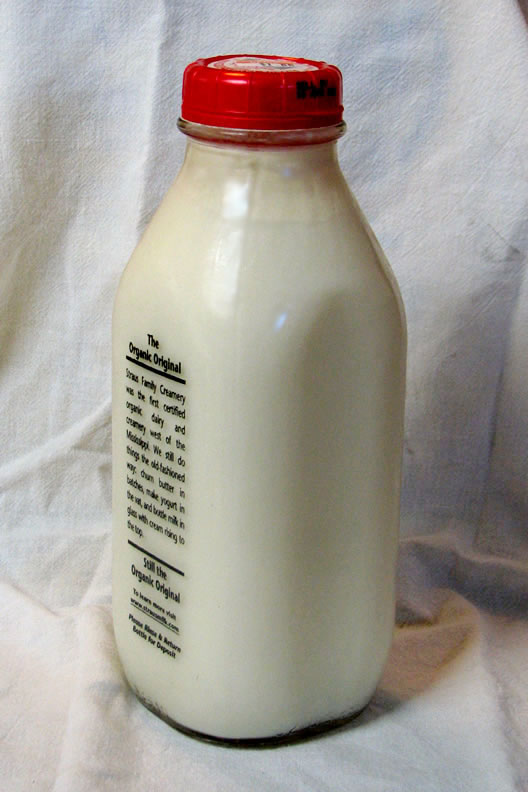
Leite fresco com a nata separada no topo

A nata (português europeu ou brasileiro) ou creme de leite (português brasileiro) é a gordura do leite, um tipo de laticínio muito utilizado em culinária e confeitaria e também como principal ingrediente da manteiga.
No leite fresco em repouso, a porção gorda, que é menos densa que a água, forma uma camada de nata à superfície, que pode ser removida para uso posterior; esta nata tem apenas 30% da gordura do leite. Nos países industrializados, no entanto, a nata é extraída do leite por centrifugação e depois tratada termicamente para se conservar mais tempo. As formas de tratamento térmico incluem a pasteurização, a esterilização e o UHT.
A nata pode ser utilizada batendo-a com açúcar muito fino para formar o creme chantili. Outra forma usual é adicionar nata a um molho de cozinhar carne, como no bife à Marrare ou então junto com cogumelos, no estrogonofe.
A nata pode também ser fermentada para formar o crème fraîche e a nata azeda ou ácida ou creme azedo (sour cream), utilizado em algumas comidas dos Estados Unidos e também no borsch e nos pelménie da culinária da Rússia, Ucrânia e noutros países da Europa de Leste.

## Produtos derivados da nata

Produtos derivados do leite

Existem muitos produtos diferentes derivados da nata fresca; esses produtos distinguem-se pela consistência, pelo teor em gordura e pelo tipo de tratamento a que foram submetidos antes de serem consumidos. Os critérios para classificar os diferentes produtos dependem das regulamentações oficiais de cada país ou região.
Os franceses distinguem “crème” de “crème légère” (o equivalente a “light” ou “magra”) segundo o teor em gordura: a “verdadeira nata” contém 30-40% de gordura, enquanto que a “légère” contém um mínimo de 12%. A “crème crue” (nata fresca ou creme de leite fresco) é o que não passou por nenhum tratamento, a não ser ter sido recuperado dum leite fresco e contém, no Brasil, cerca de 35% de gordura, embora não seja normalmente comercializada antes de ser, no mínimo, pasteurizada.
Além destes produtos, há também o creme azedo e o crème fraîche, fermentados com bactérias láticas; as natas batidas com ou sem açúcar e aromatizantes (neste caso, podem ser consideradas substitutos do “crème Chantilly”, ou creme chantili), e o “buttermilk” ou leitelho, que é um subproduto da transformação da nata em manteiga.
No Brasil, embora o creme de leite (teor de gordura médio de 20%) seja o produto da gordura do leite mais consumido no país, há também, sobretudo nos estados do sul, a comercialização de um produto lácteo denominado nata, de alto teor de gordura, em geral vendido em estado sólido e refrigerado.